# Heart 2 Heart
Heart 2 Heart, aussi stylisé Heart2Heart, est un ancien duo islandais de pop. Il se composait des chanteurs Sigríður Beinteinsdóttir et Sigrún Eva Ármannsdottir, et a participé au Concours Eurovision de la chanson 1992. Heart 2 Heart été formé uniquement pour participer à ce concours en 1991.

## Histoire
Le 22 février 1991, Sigríður Beinteinsdóttir et Sigrún Eva Ármannsdottir participent au Söngvakeppni Sjónvarpsins, qu'ils remportent avec leur chanson Nei eða já, ce qui fait d'eux les représentants de l'Islande au Concours Eurovision de la chanson 1992. Le concours se déroule le 9 mai 1992 à Malmö, en Suède, où Heart 2 Heart se classe 7e avec 80 points.